# Cam Robinson
Cameron D. Robinson (Monroe, 9 ottobre 1995) è un giocatore di football americano statunitense che milita nel ruolo di offensive tackle per i Jacksonville Jaguars della National Football League  (NFL).

## Biografia

### Carriera universitaria
Robinson al college giocò a football con i Alabama Crimson Tide dal 2014 al 2016. Durante la sua permanenza, la squadra vinse ogni anno il titolo della Southeastern Conference e nel 2015 conquistò il campionato NCAA. Nel 2016, Robinson fu premiato come All-American e vinse l'Outland Trophy come miglior miglior interior lineman nel college football.

### Carriera professionistica
Robinson fu scelto nel corso del secondo giro (34º assoluto) nel Draft NFL 2017 dai Jacksonville Jaguars. Debuttò come professionista partendo come titolare nella gara del primo turno contro gli Houston Texans. La sua stagione da rookie si concluse disputando tutte 16 partite come titolare.
Nel 2021 i Jaguars applicarono su Robinson la franchise tag. Lo stesso fecero l'anno successivo.